# 1898年香港
|        | 香港歷史 \| 香港歷史年表                                                                                                   |
| 世紀： | 18世紀香港 \| 19世紀香港 \| 20世紀香港                                                                                     |
| 年代： | 1860年代香港 \| 1870年代香港 \| 1880年代香港 \| 1890年代香港 \| 1900年代香港 \| 1910年代香港 \| 1920年代香港               |
| 年份： | 1894年香港 \| 1895年香港 \| 1896年香港 \| 1897年香港 \| 1898年香港 \| 1899年香港 \| 1900年香港 \| 1901年香港 \| 1902年香港 |
| 紀年： | 戊戌年（狗年）、香港開埠57周年                                                                                             |

## 大事記
- 1月，摩根以「中國之友會」秘書名義致函倫敦《標準報》，抗議港府將孫中山驅逐出香港。[1]
- 2月2日，港督羅便臣爵士卸任離港，由於輔政司駱克正在休假，改由駐港英軍司令布力少將署任港督職務。[2]
- 3月7日，法國向清廷提出租借廣州灣等要求。[1]
- 3月28日，英廷指示駐華公使，如法國租借廣州灣，英國即會要求拓展香港界址。[1]
- 4月2日，英國強租新界談判正式開始。[1]
- 4月5日，英國下議院議員戴維德（M. Davitt）在國會就香港驅逐孫中山一事提出質詢。[1]
- 5月1日，天星小輪有限公司正式成立。[3]
- 6月9日，中英雙方就展拓香港界址專條在北京簽定，自7月1日開始生效，從此界限街以北的新九龍及新界落入英方管治範圍，租期99年，至1997年6月30日止。[4]
- 7月18日，英國下議院再就港府驅逐孫中山一案提出質問。[1]
- 8月13日，當局頒佈《奇力島條例》，禁止任何人登陸該島。[1]
- 10月8日，輔政司駱克完成《新界調查報告書》。[1]
- 10月11日，康有為變法失敗後，由英輪送至香港。[1]
- 10月20日，英女皇維多利亞發佈新界敕令。[2]
- 11月25日，第12任港督卜力爵士抵港履新。[2]
- 本年：
  - 政府財政收入為292萬港元，支出255萬。[1]
  - 總人口為255,400人[1]，外國人佔15,190名[1]，其中新界人口約10萬[2]。

## 逝世人物
- 6月25日，何渭臣，首名華人執業律師，病逝。[1]